# Bisetocreagris gracilenta
Espèce
Bisetocreagris gracilenta est une espèce de pseudoscorpions de la famille des Neobisiidae.

## Distribution
Cette espèce est endémique du Guizhou en Chine. Elle se rencontre dans la grotte Shanmu dans le xian de Suiyang.

## Description
La femelle holotype mesure 5,44 mm.

## Publication originale
- Gao, Chen & Zhang, 2017 : Description of two new cave-dwelling Bisetocreagris species (Pseudoscorpiones, Neobisiidae) from China. Turkish Journal of Zoology, vol. 41, no 4, p. 615-623.